# Charlotte Keyser
Charlotte Keyser (* 2. Juli 1890 in Ruß, Landkreis Heydekrug, Ostpreußen; † 23. September 1966 in Oldenburg (Oldb)) war eine deutsche Lehrerin und Schriftstellerin. Neben Hermann Sudermann ist sie die bekannteste Heimatdichterin von Preußisch Litauen.

## Leben
Charlotte Keyser war die dritte Tochter eines Kaufmanns. Ihre Ausbildung erhielt sie an der Kunstakademie Königsberg. Sie wurde Lehrerin und unterrichtete über 30 Jahre an der Königin-Luisen-Schule in Tilsit. Sie fand zur Schriftstellerei und schrieb Romane und Gedichte in Niederpreußisch. Nach dem Erscheinen von In stillen Dörfern rezensierte Wilmont Haacke in der Deutschen Allgemeinen Zeitung: „Der Name dieser Schriftstellerin war bisher nicht bekannt. Das Buch … verdient es, ein großer Erfolg zu werden.“ Im Jahre 1944 wurde Charlotte Keyser in Memel mit dem Johann-Gottfried-von-Herder-Preis gewürdigt. Die Flucht und Vertreibung Deutscher aus Mittel- und Osteuropa 1945–1950 verschlug sie nach Oldenburg. Sie lebte zuletzt bei einem Neffen. Ihre beiden Schwestern starben vor ihr. Begraben ist sie auf dem Gertrudenfriedhof (Oldenburg). Sie hinterließ ein Malbuch, ein Liederbuch und ein Heimatbuch.

## Werke
- 1937: Bi ons to Hus, mit einer Einleitung von Walther Ziesemer
- 1939: In stillen Dörfern
- 1940: Und immer neue Tage. Roman einer memelländischen Familie zwischen zwei Jahrhunderten (1700–1900). Nachdruck München 1950.
- 1948: Schritte über die Schwelle. Nachdruck Heilbronn 1966.
- 1953: Und dann wurde es hell
- 1962: Von Häusern und Höfen daheim klingt es nach

## Ehrungen
- Johann-Gottfried-von-Herder-Preis (1943/44), verliehen im Juni 1944 in Memel für die Werke Und immer neue Tage und In stillen Dörfern
- Bundesverdienstkreuz 1. Klasse (31. August 1960)[4]
- Goldene Stadtmedaille Oldenburgs
- Kulturpreis der Landsmannschaft Ostpreußen

## Siehe auch

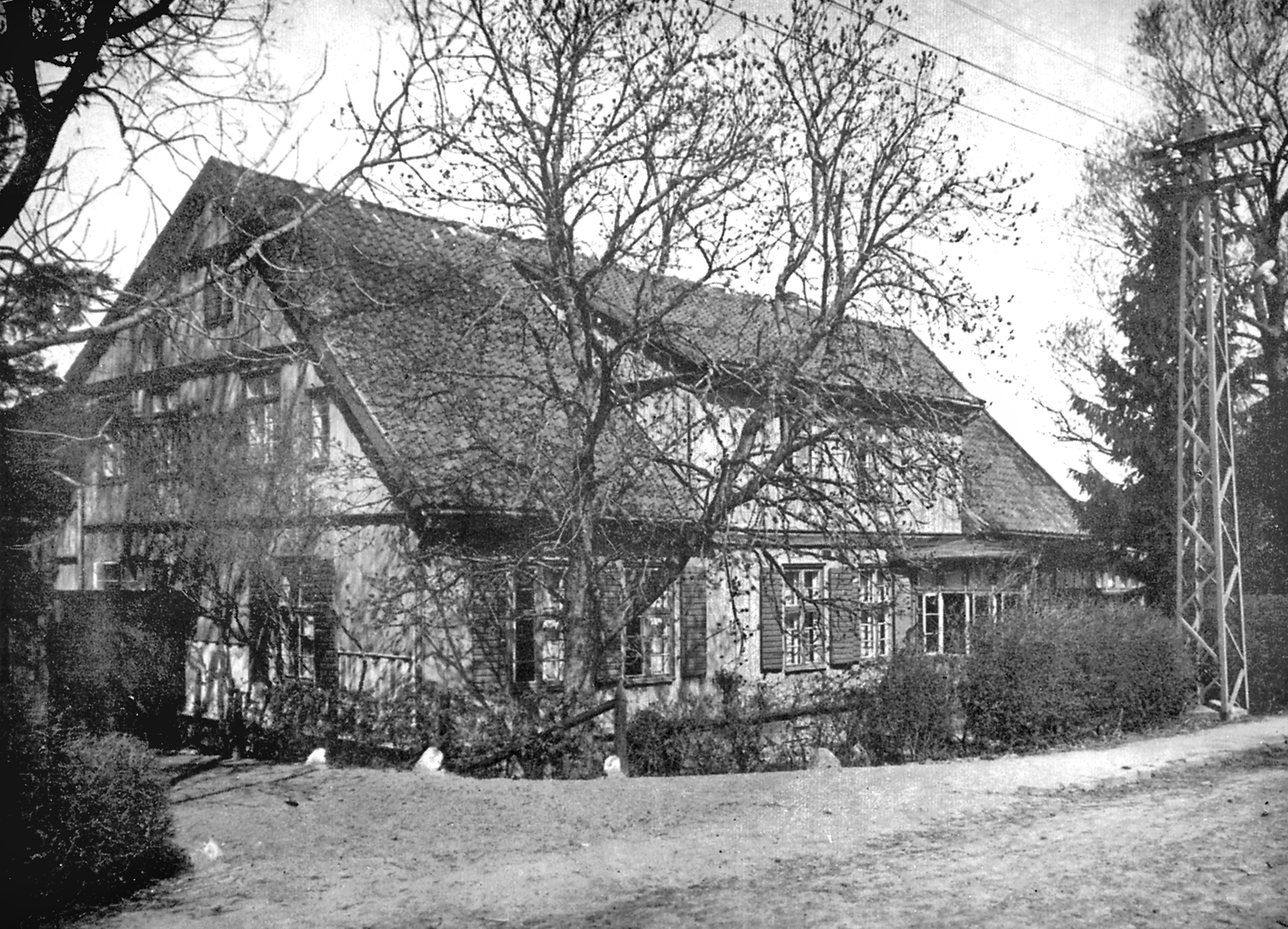
Geburtshaus Charlotte Keysers